# Lufbery circle
Lufbery circle – defensywna taktyka walki powietrznej, wprowadzona przez pilota Raoula Luftbery podczas I wojny światowej.

## Zarys
Atakowane samoloty współpracują ze sobą tworząc krąg. W teorii, żaden z atakujących samolotów nie mógłby zaatakować żadnego samolotu z kręgu nie narażając się na ostrzał.
Lufbery circle była stosowana, dopóki przeciwnik nie zrezygnował z ataku lub dowódca kręgu sprowadził swoje samoloty do bezpiecznej przestrzeni powietrznej.